# Bornum (Zerbst/Anhalt)
Bornum – dzielnica miasta Zerbst/Anhalt w Niemczech, w kraju związkowym Saksonia-Anhalt, w powiecie Anhalt-Bitterfeld.
Do 31 grudnia 2009 była to oddzielna gmina, która wchodziła w skład wspólnoty administracyjnej Elbe-Ehle-Nuthe. Do 1 lipca 2007 należała do powiatu Anhalt-Zerbst.

## Geografia
Bornum położone jest ok. 9 km na wschód od centrum Zerbst/Anhalt i ok. 12 km na północ od Dessau-Roßlau.